# Nobel Women’s Initiative
Nobel Women’s Initiative, znana w Polsce jako Inicjatywa Kobiet Noblistek, została utworzona w 2006 roku przez sześć kobiet, laureatek Pokojowej Nagrody Nobla: Mairead Corrigan Maguire, Rigoberta Menchú Tum, Jody Williams, Shirin Ebadi, Tawakkol Karman oraz Leymah Gbowee w celu wspierania kobiet na całym świecie, pracujących na rzecz pokoju, sprawiedliwości i równości. Jedyną żyjącą laureatką Pokojowej Nagrody Nobla, nieuczestniczącą w pracach Inicjatywy, jest Aung San Suu Kyi, która przebywała w areszcie domowym podczas powstawania Inicjatywy. W 2010 roku po uwolnieniu z aresztu domowego została honorową członkinią Inicjatywy.
Pierwsza międzynarodowa konferencja zorganizowana przez Inicjatywę Kobiet Noblistek odbyła się w maju 2007 roku, a jej głównym tematem był wpływ kobiet na konflikty i bezpieczeństwo na Bliskim Wschodzie.
Misją Inicjatywy jest wykorzystanie widoczności oraz prestiżu nagrody Nobla w celu wzmocnienia i promowania organizacji i ruchów kobiecych pracujących na rzecz propagowania pokojowych rozwiązań, praw człowieka, oraz wzywających do odrzucenia wojny, przemocy i militaryzmu. Na rzecz świata, gdzie bezpieczeństwo globalne będzie się opierać na bezpieczeństwie ludzi, a nie na bezpieczeństwie państwa narodowego. Świata, w którym zrównoważony pokój i ochrona środowiska, będą wspólnym priorytetem.